# Seven Sudamericano Femenino 2020
El Seven Sudamericano Femenino de 2020 fue la decimonovena edición del principal torneo femenino de rugby 7 organizado por Sudamérica Rugby y el apoyo del gobierno uruguayo.
El evento se desarrolló en la cancha de Carrasco Polo. La selección brasileña lo concluyó en forma invicta y así se quedó con su décimo octavo título.

## Equipos participantes
- Selección femenina de rugby 7 de Argentina (Las Pumas)
- Selección femenina de rugby 7 de Brasil (As Yaras)
- Selección femenina de rugby 7 de Chile (Las Cóndores)
- Selección femenina de rugby 7 de Colombia (Las Tucanes)
- Selección femenina de rugby 7 de Costa Rica (Las Guarias)
- Selección femenina de rugby 7 de Paraguay (Las Yacarés)
- Selección femenina de rugby 7 de Perú (Las Tumis)
- Selección femenina de rugby 7 de Uruguay (Las Teras)

## Clasificación

### Zona A
| Pos. | Equipo   | Encuentros | Encuentros | Encuentros | Encuentros | Tantos  | Tantos    | Tantos     | Puntos |
| Pos. | Equipo   | jugados    | ganados    | empatados  | perdidos   | a favor | en contra | diferencia | Puntos |
| ---- | -------- | ---------- | ---------- | ---------- | ---------- | ------- | --------- | ---------- | ------ |
| 1    | Brasil   | 3          | 3          | 0          | 0          | 118     | 5         | + 113      | 9      |
| 2    | Paraguay | 3          | 2          | 0          | 1          | 37      | 46        | - 9        | 6      |
| 3    | Uruguay  | 3          | 1          | 0          | 2          | 17      | 49        | - 32       | 3      |
| 4    | Perú     | 3          | 0          | 0          | 3          | 20      | 92        | - 72       | 0      |

Nota: Se otorgan 3 puntos al equipo que gane un partido, 1 al que empate y 0 al que pierda

#### Resultados
| 28 de noviembre | Paraguay | 27 - 5 | Perú |  |  |

| 28 de noviembre | Brasil | 29 - 0 | Uruguay |  |  |

| 28 de noviembre | Paraguay | 10 - 5 | Uruguay |  |  |

| 28 de noviembre | Brasil | 53 - 5 | Perú |  |  |

| 28 de noviembre | Perú | 10 - 12 | Uruguay |  |  |

| 28 de noviembre | Brasil | 36 - 0 | Paraguay |  |  |

### Zona B
| Pos. | Equipo     | Encuentros | Encuentros | Encuentros | Encuentros | Tantos  | Tantos    | Tantos     | Puntos |
| Pos. | Equipo     | jugados    | ganados    | empatados  | perdidos   | a favor | en contra | diferencia | Puntos |
| ---- | ---------- | ---------- | ---------- | ---------- | ---------- | ------- | --------- | ---------- | ------ |
| 1    | Colombia   | 3          | 2          | 1          | 0          | 87      | 29        | + 58       | 7      |
| 2    | Chile      | 3          | 2          | 1          | 0          | 75      | 24        | + 51       | 7      |
| 3    | Argentina  | 3          | 1          | 0          | 2          | 57      | 34        | + 23       | 3      |
| 4    | Costa Rica | 3          | 0          | 0          | 3          | 0       | 132       | - 132      | 0      |

Nota: Se otorgan 3 puntos al equipo que gane un partido, 1 al que empate y 0 al que pierda

#### Resultados
| 28 de noviembre | Colombia | 17 - 17 | Chile |  |  |

| 28 de noviembre | Argentina | 38 - 0 | Costa Rica |  |  |

| 28 de noviembre | Colombia | 48 - 0 | Costa Rica |  |  |

| 28 de noviembre                         | Argentina | 7 - 12  | Chile |  |  |
|                                         |           | Reporte |       |  |  |
| Primer triunfo de Chile sobre Argentina |           |         |       |  |  |

| 28 de noviembre | Chile | 46 - 0 | Costa Rica |  |  |

| 28 de noviembre | Argentina | 12 - 22 | Colombia |  |  |

## Fase Final

### Cuartos de final
| 29 de noviembre | Chile | 14 - 15 | Uruguay |  |  |

| 29 de noviembre | Paraguay | 15 - 10 | Argentina |  |  |

| 29 de noviembre | Colombia | 34 - 0 | Perú |  |  |

| 29 de noviembre | Brasil | 43 - 0 | Costa Rica |  |  |

### Semifinal Challenge
| 29 de noviembre | Argentina | 36 - 0 | Perú |  |  |

| 29 de noviembre | Chile | 31 - 0 | Costa Rica |  |  |

### Semifinal de Oro
| 29 de noviembre | Paraguay | 12 - 5 | Colombia |  |  |

| 29 de noviembre | Uruguay | 0 - 51 | Brasil |  |  |

### 7º puesto
| 29 de noviembre | Costa Rica | 0 - 31 | Perú |  |  |

### 5º puesto
| 29 de noviembre | Argentina | 17 - 7 | Chile |  |  |

### 3º puesto
| 29 de noviembre | Colombia | 29 - 5 | Uruguay |  |  |

### 1º puesto
| 29 de noviembre | Brasil | 34 - 7 | Paraguay |  |  |

| Bandera de Brasil    |
| Campeón Brasil       |
| Décimo octavo título |

## Posiciones finales
| Posición | Selección  |
| -------- | ---------- |
| 1        | Brasil     |
| 2        | Paraguay   |
| 3        | Colombia   |
| 4        | Uruguay    |
| 5        | Argentina  |
| 6        | Chile      |
| 7        | Perú       |
| 8        | Costa Rica |